# Massenvernichtungswaffe

radioaktiv, biologisch, chemisch – ABC-Symbole der United States Army

Der Begriff Massenvernichtungswaffe (englisch weapon of mass destruction, WMD) bezeichnet eine Kategorie bestimmter Waffen, die als besonders zerstörerisch angesehen werden und gravierende Auswirkungen auf Leben, Gegenstände und Umwelt haben. Dazu zählen heute chemische, biologische, radiologische und nukleare Waffen, mit denen der Gegner militärisch behindert oder ausgeschaltet werden soll.
Die früher ausschließlich verwendete Formulierung ABC-Waffen (ABC steht für Atomar, Biologisch und Chemisch) wurde inzwischen ersetzt durch die Bezeichnung CBRN-Waffen (Chemisch, Biologisch, Radiologisch und Nuklear). Dies entspricht einer Unterteilung der „A“-Gefahren in radiologische (R) und nukleare (N) Bedrohungen. „Nuklear“ bezeichnet dabei Kernwaffenexplosionen und deren Folgewirkungen sowie radioaktive Stoffe des nuklearen Kreislaufs; „radiologisch“ bezeichnet andere Arten der radioaktiven Kontamination, vorrangig in Form einer radioaktiven Dispersionsvorrichtung (z. B. „schmutzige Bombe“).
Der ähnliche Begriff Massenvernichtungsmittel wird umfassender verwendet: nicht nur für militärische Kampfmittel, sondern auch für Schusswaffen bzw. Kleinwaffen oder auch für Pestizide und Herbizide, die zur Schädlingsbekämpfung oder zur Kriegsführung versprüht werden. Kofi Annan, der damalige Generalsekretär der Vereinten Nationen, bemerkte im Oktober 2000 anlässlich seiner Millenniums-Rede We the Peoples zur unkontrollierten Proliferation von Kleinwaffen wörtlich: „Der durch Kleinwaffen geforderte Blutzoll stellt den aller anderen Waffensysteme in den Schatten […]. Hinsichtlich des Blutbads, das sie anrichten, können Kleinwaffen sehr wohl als Massenvernichtungswaffen beschrieben werden.“ (“The death toll from small arms dwarfs that of all other weapon systems […]. In terms of the carnage they cause, small arms could well be described as weapons of mass destruction.”)

## Verwendung des Begriffes
Zum ersten Mal wurde der Begriff Massenvernichtungswaffe 1937 vom Erzbischof von Canterbury Cosmo Gordon Lang verwendet. Er schrieb einen Artikel in der Times über den Luftangriff auf Gernika.
Die UNO-Resolution zur Schaffung einer Atomenergiekommission (einer Vorläufer-Kommission der IAEA) verwendete 1946 die Formulierung: „…atomic weapons and of all other weapons adaptable to mass destruction“.
1948 verwendete die Kommission der Vereinten Nationen für konventionelle Rüstung den Begriff zur Abgrenzung von konventionellen Waffen.
In der Regel entstehen bei ihrem Einsatz – vom Anwender nicht beabsichtigte, jedoch in Kauf genommene – Kollateralschäden. Allerdings ist die Beschränkung des Begriffs Massenvernichtungswaffe auf ABC-Waffen umstritten, da die Zerstörungen durch konventionelle Waffen durchaus die Wirkung der ABC-Waffen übersteigen können, beispielsweise im Zweiten Weltkrieg. Die Verbreitung von Massenvernichtungswaffen gilt jedoch als zu vermeidende Gefahr für die weltweite Sicherheit.
US-Journalist Dan Rather bezeichnete die Verbreitung des Begriffs „Weapons of Mass Destruction“ zur Begründung der Invasion im Irak 2003 als absichtliche und „brillante“ Propaganda durch die US-Regierung, mit dem Ziel die Unterschiede zwischen Atomwaffen und chemischen Waffen zu verschleiern und so Druck auf die öffentliche Meinung aufzubauen. Atomare Waffen wären mit Recht gefürchtet worden, ihr Besitz durch den Irak sei aber auch von den Experten der Regierung für sehr unwahrscheinlich gehalten worden. Chemische Waffen hingegen wären trotz ihrer Bedrohungswirkung für das Militär beherrschbar und Gegenstand von Training und Ausrüstung. Er bedauert, dass der Begriff trotz dieser Geschichte nach wie vor von den Medien kritiklos verwendet wird.
Im Strafrecht der USA wurde der Begriff Massenvernichtungswaffe im Kontext von terroristischen Anschlägen nach 2001 ausgeweitet auf alle Arten von Waffen, die im United States Code als destructive device (etwa: zerstörerischer Sprengsatz) definiert werden. Dies umfasst auch herkömmliche Bomben, Raketen, Granaten und Minen ohne Wirkung auf eine Vielzahl von Personen.

## Einsatz von Massenvernichtungswaffen
Im Zweiten Weltkrieg warfen die Vereinigten Staaten zwei Atombomben über Hiroshima und Nagasaki ab, während Japan biologische und chemische Waffen in China einsetzte. Damit ist der Zweite Weltkrieg der einzige bewaffnete Konflikt, in dem Kriegsparteien alle verfügbaren Massenvernichtungswaffentypen einsetzten. Während der US-amerikanische Kernwaffeneinsatz bisher der einzige geblieben ist, sind biologische und chemische Waffen darüber hinaus im Ersten Weltkrieg, im Koreakrieg, im Vietnamkrieg, im Ersten Golfkrieg sowie im Bürgerkrieg in Syrien zum Einsatz gekommen.

## Waffentypen

### Atomar/Nuklear

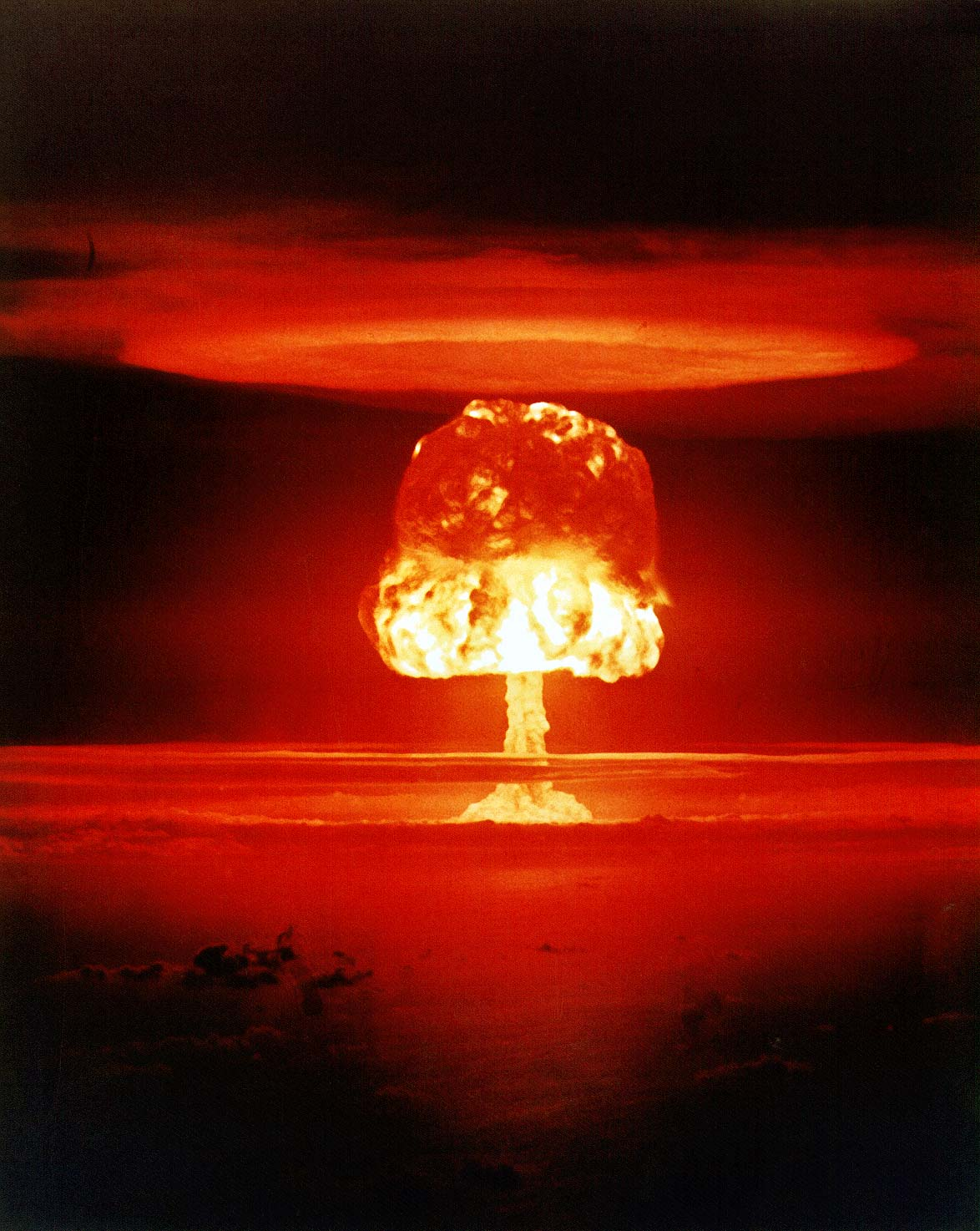
Explosion einer Atombombe

Während des Zweiten Weltkrieges entwickelten die Vereinigten Staaten die erste Atombombe (Manhattan-Projekt). Die ersten Einsätze waren am 6. August 1945 über der japanischen Stadt Hiroshima und am 9. August 1945 über Nagasaki. Die Bombe über Hiroshima kostete am Tage des Abwurfs 130.000, bis zum 31. Dezember 2005 rund 250.000 Menschen das Leben. Durch die Bombe von Nagasaki starben 70.000 Menschen unmittelbar nach dem Einsatz und in den Monaten danach. Bis heute beläuft sich die Zahl der Opfer wegen an Spätfolgen Verstorbener auf etwa 140.000 Menschen. In den Augen mancher Militärs sind nicht alle Nuklearwaffen als Massenvernichtungswaffen anzusehen. In bestimmten Fällen dienen sie militärisch betrachtet Zwecken wie der Flugabwehr, gegen Schiffsziele in der Marine und für besondere Einsatzgebiete wie die Satellitenzerstörung, bei denen angeblich wenig oder keine Menschen zu Schaden kommen.

### Biologisch

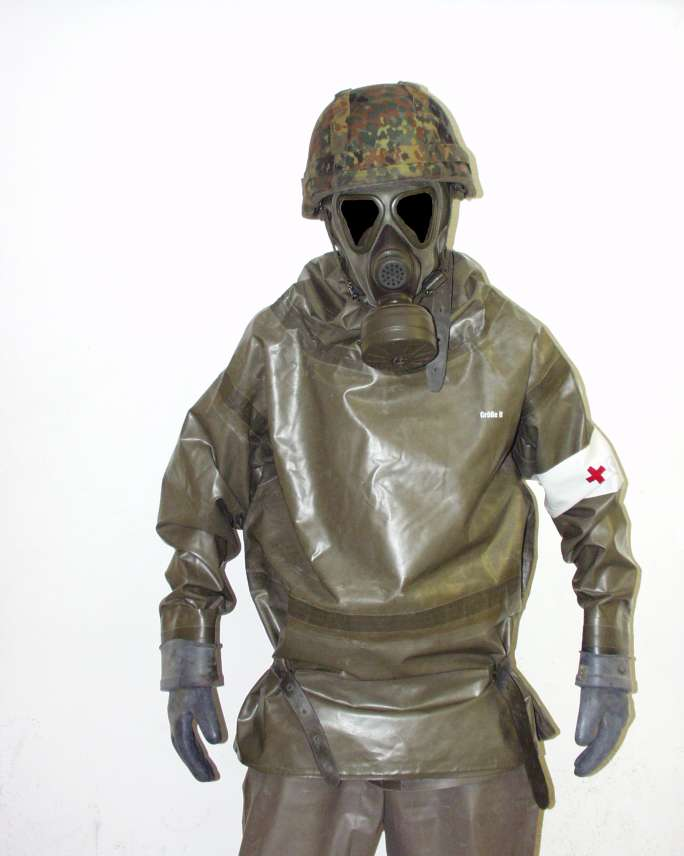
ABC-Sonderschutzbekleidung ZODIAK der Bundeswehr

Biologische Waffen richten sich gegen Menschen, Nutztiere und Nutzpflanzen oder Material. Ihre Wirkung kann insbesondere bei infektiösen Pathogenen häufig nicht eingegrenzt werden. Aufgrund der Seuchengefahr richten sich diese Waffen insbesondere gegen zivile Ziele, während militärische Organisationen teilweise über geeignete Abwehrmittel verfügen, wie zum Beispiel Schutzanzüge, präventive Schutzimpfungen und, im Fall einer Infektion, schnelle Diagnose, Antibiotika in ausreichender Menge und das zur Behandlung nötige Know-how.
Besonders gefährlich sind Pathogene, die sich leicht züchten lassen oder stabile Sporen bilden. Dazu gehören:
| - Enterotoxine, - Pferde-Enzephalitis, - Botulismus, - Q-Fieber, | - Ebola, - Lassa-Fieber, - Hasenpest (Tularämie), - Brucellose, | - Pest, - Rotz (Malleus), - Milzbrand (Anthrax), - Pocken |

### Chemisch

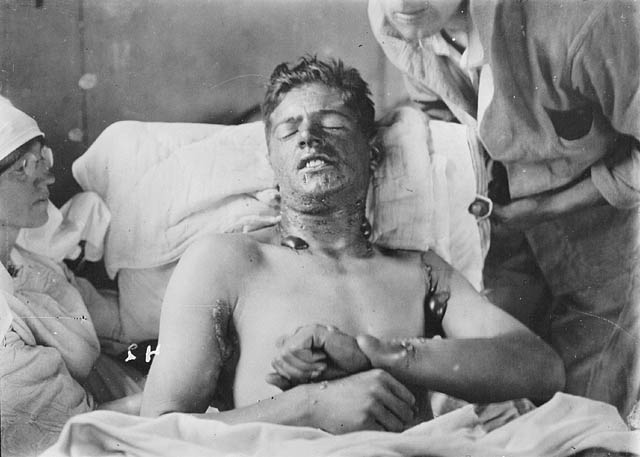
Kanadischer Soldat mit Senfgas-Verbrennung während des Ersten Weltkrieges.

C-Waffen wurden im Ersten Weltkrieg am 22. April 1915 erstmals mit größerer Wirkung von deutschen Truppen an der Westfront eingesetzt, wobei es sich um das von Fritz Haber als Waffe vorgeschlagene Chlorgas handelte.
Angesichts der Gräuel des Ersten Weltkriegs wurde 1925 im Genfer Protokoll betreffend das Verbot der Anwendung von chemischen Waffen und bakteriologischen Mitteln der Einsatz von chemischen Waffen verboten. Das Verbot wurde im Zweiten Weltkrieg weitestgehend beachtet, obwohl nicht alle beteiligten Länder dem Protokoll beigetreten waren.
Da sich Soldaten verhältnismäßig einfach und effizient gegen chemische Waffen schützen können, sind sie vor allem eine große Gefahr für die Zivilbevölkerung.
Das im Vietnamkrieg von den USA eingesetzte Entlaubungsmittel Agent Orange muss durch seine bekannten giftigen und krebserregenden Nebenwirkungen streng genommen als C-Waffe betrachtet werden, zumal der hohe Dioxingehalt von Agent Orange und seine direkten und indirekten Folgen den verantwortlichen Militärs nach Angaben von Menschenrechtsorganisationen bekannt gewesen sind.
Bekanntheit als chemische Kampfstoffe haben Lostverbindungen und organische Phosphorsäureester erlangt.

### Konventionell

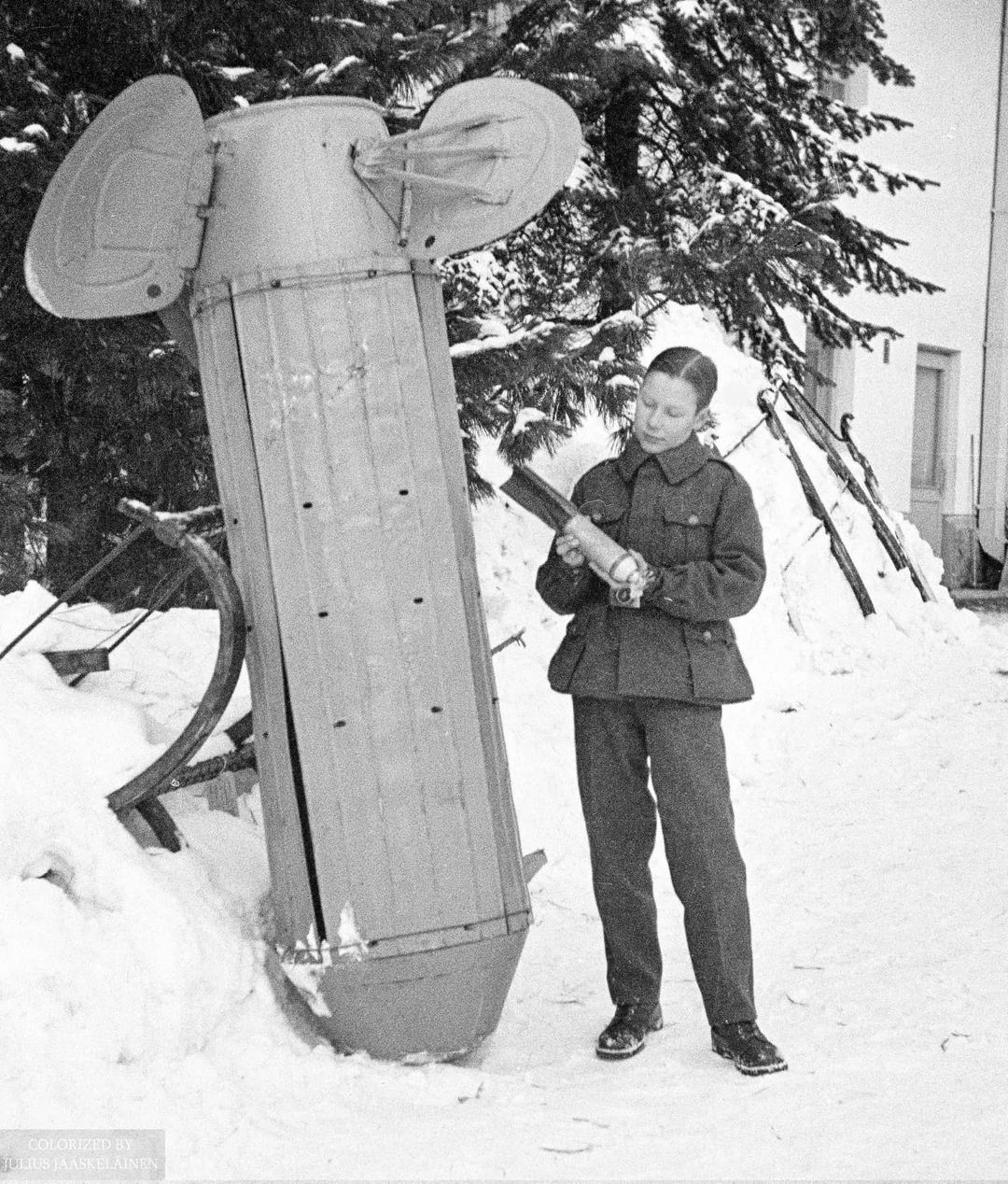
Molotows Brotkorb war eine frühe sowjetische Streubombe mit Brandsubmunition, welche im Winterkrieg gegen finnische Städte eingesetzt wurde.

Aufgrund industrieller Fertigungskapazitäten können konventionelle Waffen heute in großer Zahl hergestellt und zur Tötung einer großen Anzahl von Menschen in kürzester Zeit verwendet werden. Definitionsgemäß handelt es sich jedoch nicht um Massenvernichtungswaffen, weil eine einzelne Bombe oder Granate lediglich eine geringe Zahl an Menschen töten und/oder verletzen kann. Auch Flächenbombardements zählen nicht zu Massenvernichtungswaffen, trotz der großen Opferzahlen. Bei den Bombardierungen von Coventry (Großbritannien) und den Städtebombardements zahlreicher deutscher Städte und Ballungsgebiete (zum Beispiel Hamburg, Dresden) während des Zweiten Weltkriegs wurden also keine Massenvernichtungswaffen eingesetzt, auch wenn zehntausende Menschen getötet wurden. Das Gleiche gilt (mit Ausnahme von Hiroshima und Nagasaki) für die zahlreichen Bombardements japanischer Städte – alleine bei einem einzigen Luftangriff auf Tokio starben am 9./10. März 1945 über 100.000 Menschen.
Im Vietnamkrieg, dem Ersten und Zweiten Golfkrieg, dem Afghanistankrieg, dem US-amerikanischen Afghanistankrieg und in ähnlichen Konflikten wurden hunderttausende Menschen durch konventionelle Waffen getötet – weit mehr als durch ABC-Waffen im selben Zeitraum. Streubomben fordern auf Grund der vielen Blindgänger in der Submunition und des großflächigen Wirkungsbereiches die meisten Opfer unter der Zivilbevölkerung.

## Rüstungskontrollabkommen
Die Entwicklung und der Einsatz von Massenvernichtungswaffen sind durch mehrere völkerrechtliche Rüstungskontrollabkommen reguliert, auch wenn diese nicht von allen Staaten unterzeichnet wurden (in Klammern ist das Jahr des Inkrafttretens):
- Moskauer Atomteststoppabkommen (1963) (en. Partial Test Ban Treaty, PTBT)
- Weltraumvertrag (1967)
- Atomwaffensperrvertrag (1970) (en. Non-Proliferation Treaty, NPT)
- Meeresboden-Vertrag (1972)
- Kernwaffenteststopp-Vertrag (1996 unterzeichnet, seitdem nicht in Kraft getreten) (en. Comprehensive Nuclear-Test-Ban Treaty, CTBT)
- Biowaffenkonvention (1975)
- Chemiewaffenkonvention (1997)
- Atomwaffenverbotsvertrag (2017 unterzeichnet, seitdem nicht in Kraft getreten) (en. Treaty on the Prohibition of Nuclear Weapons, TPNW)

## „Friedensmission“ der nuklearen Massenvernichtungswaffe
Zu Zeiten des Kalten Krieges fand unter anderem auch ein nukleares Wettrüsten zwischen der NATO und dem Warschauer Pakt, besonders den Vereinigten Staaten und der Sowjetunion statt. Ein Gleichgewicht des Schreckens (Mutual Assured Destruction, MAD) hat dabei – in Theorie und Praxis – beide Seiten von einem Einsatz von Kernwaffen abgehalten. Allerdings ist die Gefahr eines möglichen Overkills, also einer totalen Vernichtung der gesamten Menschheit mit der mehrfachen Menge der dazu nötigen Mittel in einem globalen Atomkrieg, bis heute groß.
Seit den Atombomben-Abwürfen auf die japanischen Städte Hiroshima und Nagasaki im Zweiten Weltkrieg ist bisher keine Kernwaffe in einem bewaffneten Konflikt tatsächlich eingesetzt worden, auch wenn mit deren Einsatz immer wieder gedroht wurde.